# Władimir Sielkow
Władimir Władimirowicz Sielkow (ros. Владимир Владимирович Сельков; ur. 1 kwietnia 1971 w Bierieznikach) – rosyjski pływak, trzykrotny medalista olimpijski.

## Kariera sportowa
Brał udział w dwóch igrzyskach olimpijskich (IO 92 – w barwach Wspólnoty Niepodległych Państw, IO 96 – jako reprezentant Rosji), na obu zdobywał medale. W 1992 zdobył srebro na dystansie 200 metrów stylem grzbietowym i w sztafecie 4 × 100 metrów stylem zmiennym. Cztery lata później ponownie zajął drugie miejsce w sztafecie. w 1994 był mistrzem świata na dystansie 200 metrów grzbietem i zdobył srebro w sztafecie 4 × 100 metrów stylem zmiennym. W 1991, jeszcze w barwach ZSRR, zdobył brąz światowego czempionatu na swym koronnym dystansie 200 metrów grzbietem. Na długim basenie wywalczył ponadto osiem złotych medali mistrzostw Europy (100 grzbietem: 1995; 200 metrów grzbietem: 1993, 1995, 1997; sztafeta zmiennym: 1991, 1993, 1995, 1997), trzy srebrne (100 metrów: grzbietem 1993; 200 metrów grzbietem: 1989, 1991) i jeden brązowy (100 grzbietem: 1997). W 1997 był srebrnym (sztafeta stylem zmiennym) i brązowym (200 m grzbietem) medalistą mistrzostw świata na krótkim basenie.